# Ludwik Trexler
Ludwik Trexler de Torsola (ur. 21 grudnia 1861 w Padwie, zm. 25 maja 1935 w Przemyślu) – generał brygady Wojska Polskiego.

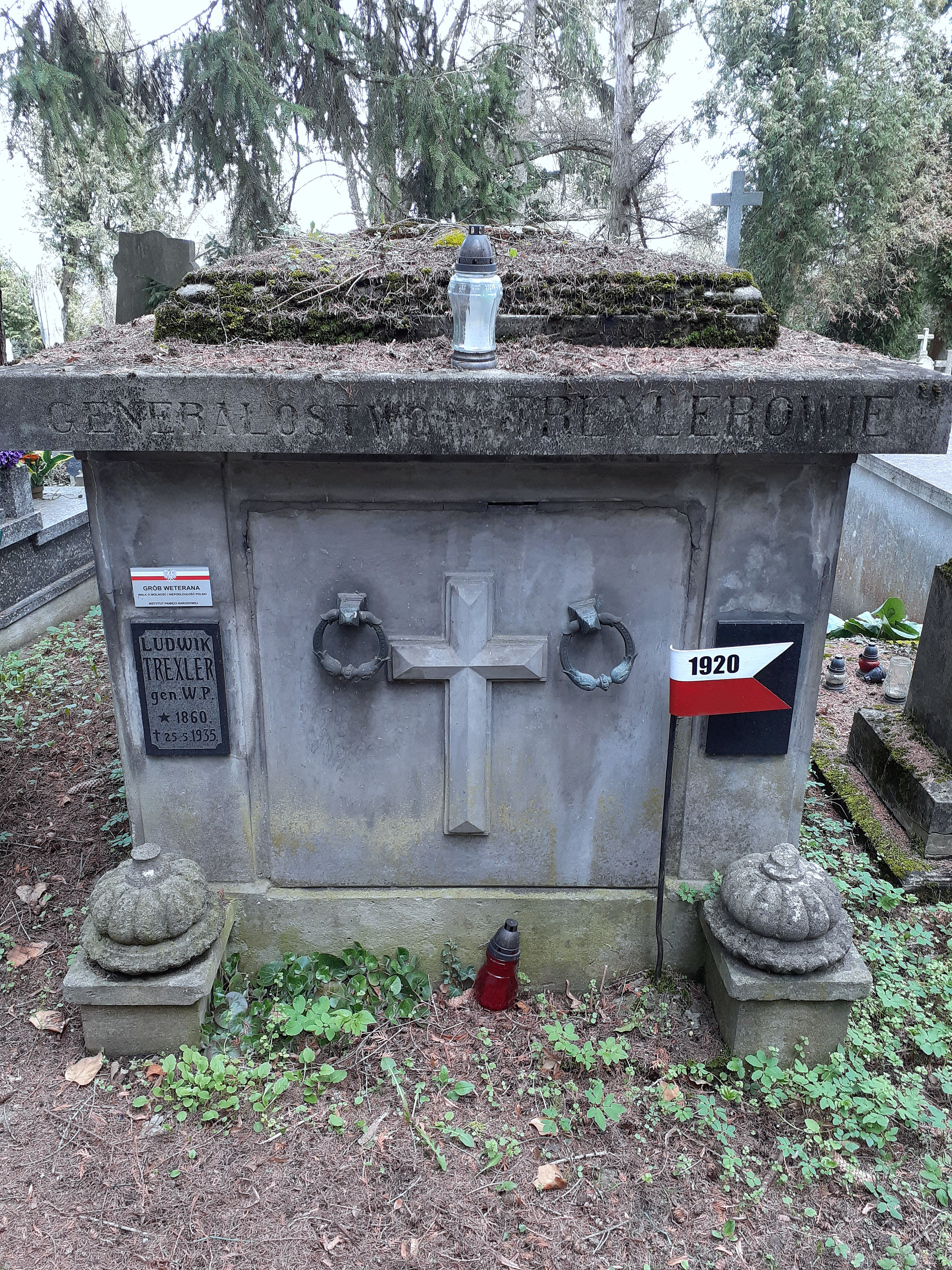
Grobowiec Ludwika Trexlera

## Życiorys
Urodził się 21 grudnia 1861 w Padwie. Zawodową służbę wojskową rozpoczął w 1883 w Galicyjskim Pułku Piechoty Nr 56 w Krakowie. Rok później przeniesiony do Galicyjskiego Batalionu Piechoty Obrony Krajowej Buczacz Nr 70 w Stanisławowie. W 1889 został przeniesiony do Batalionu Obrony Krajowej Stanisławów Nr 62 i wyznaczony na stanowisko adiutanta 20 Galicyjskiego Pułku Piechoty Obrony Krajowej w Stanisławowie. Trzy lata później służył w 36 Pułku Piechoty Obrony Krajowej w Kołomyi. Od 1911 służył w 35 Pułku Piechoty Obrony Krajowej w Złoczowie. W latach 1912–1913 wziął udział w mobilizacji sił zbrojnych Monarchii Austro-Węgierskiej, wprowadzonej w związku z wojną na Bałkanach. W czasie I wojny walczył na froncie rosyjskim. Był komendantem Batalionu Zapasowego Pułku Strzelców Nr 29. 22 czerwca 1916 otrzymał nobilitację szlachecką i predykat Torsola. W czasie służby awansował kolejno na stopień: kadeta–zastępcy oficera (1 września 1883), podporucznika (1 maja 1886), porucznika (1 listopada 1889), kapitana (1 listopada 1896), majora (1 maja 1910), podpułkownika (1 listopada 1913) i pułkownika (1 września 1915).
Dekretem Wodza Naczelnego Józefa Piłsudskiego z 19 lutego 1919 jako były oficer armii austro-węgierskiej został przyjęty do Wojska Polskiego z zatwierdzeniem posiadanego stopnia pułkownika ze starszeństwem z dniem 1 września 1915 i rozkazem z tego samego dnia 19 lutego 1919 Szefa Sztabu Generalnego płk. Stanisława Hallera otrzymał przydział służbowy do DOW Przemyśl od 1 listopada 1918. Następnie pełnił służbę na stanowisku zastępcy dowódcy Okręgu Etapowego Wołkowysk. 22 maja 1920 roku został zatwierdzony z dniem 1 kwietnia 1920 roku w stopniu pułkownika, w piechocie, w grupie oficerów byłej armii austriacko-węgierskiej. Był wówczas dowódcą Obozu Internowanych nr 1 w Krakowie Dąbiu. Z dniem 1 maja 1921 został przeniesiony w stan spoczynku. Mieszkał w Przemyślu. 26 października 1923 roku Prezydent RP Stanisław Wojciechowski zatwierdził go w stopniu generała brygady. Został pochowany na cmentarzu Głównym w Przemyślu.

## Ordery i odznaczenia
- Order Korony Żelaznej 3 klasy z dekoracją wojenną i mieczami[8]
- Krzyż Zasługi Wojskowej 3 klasy z dekoracją wojenną i mieczami[8]
- Signum Laudis Brązowy Medal Zasługi Wojskowej z mieczami na wstążce Krzyża Zasługi Wojskowej[8]
- Signum Laudis Brązowy Medal Zasługi Wojskowej na czerwonej wstążce[8]
- Krzyż za 30-letnią służbę wojskową dla oficerów[8]
- Krzyż za 20-letnią służbę wojskową dla oficerów – 1904[9]
- Brązowy Jubileuszowy Medal Pamiątkowy dla Sił Zbrojnych[8]
- Krzyż Jubileuszowy Wojskowy[8]
- Krzyż Pamiątkowy Mobilizacji 1912–1913[8]